# Jairo Arco e Flexa
Jairo Arco e Flexa (São Paulo, 21 de junho de 1937 — São Paulo, 19 de setembro de 2018 ) foi um ator,  diretor, produtor, jornalista, escritor, crítico de arte e tradutor brasileiro.
Atuou em novelas televisivas, peças de teatro e filmes nacionais, exercendo em alguns casos a função de diretor.

## Biografia
Jairo iniciou sua carreira como ator em 1955, aos 18 anos, na peça A Vida Impressa em Dólar (1955), no Teatro Oficina. Em 1959, participou do Grande Teatro Tupi, no episódio A Incubadeira. 
Atuou também no Teatro de Arena e no Teatro Brasileiro de Comédia (TBC). Participou de inúmeras peças teatrais de cunho político, como Liberdade, Liberdade (1965), Arena Conta Tiradentes (1967) e Navalha na Carne (1967), que dirigiu e pela qual recebeu o prêmio de direção da APCA (Associação Paulista dos Críticos de Arte).
Por problemas com a censura, exilou-se nos Estados Unidos durante a ditadura militar. De volta ao Brasil, no início da década de 1980, retomou a carreira e passou a atuar também no cinema e na televisão, onde estreou no Grande Teatro Tupi e atuou também em Acorrentada (1983). 
Passou por diversas emissoras de TV. 
Na  Excelsior,  fez Sozinho no Mundo (1963) e muitos espetáculos no programa Teleteatro do 9; na Record, atuou em Venha Ver o Sol Na Estrada (1973); na TV Bandeirantes fez Os Adolescentes (1981), Ninho da Serpente (1982) e A Filha do Silêncio (1982). 
Seu último trabalho na televisão foi na minissérie O Portador, na Rede Globo (1991), primeira obra da teledramaturgia brasileira a abordar a questão da AIDS.
No cinema, estreou em 1964, em um longa metragem intitulado O Vigilante e os Cinco Valentes, derivado da série O Vigilante Rodoviário. Atuou ainda em Anuska, Manequim e Mulher (1968), Lua de Mel e Amendoim (1971), Independência ou Morte (1972), A Infidelidade ao Alcance de Todos, no episódio A Tuba (1972) e em Amor, Estranho Amor, de Walter Hugo Khouri, (1982).
Casou-se em 1965 com Teresinha de Almeida Arco e Flexa, com quem teve os filhos Rodrigo Nathaniel e Daniela.

## Alguns trabalhos
- 1958 - A Compadecida (Teatro) - Encourado
- 1962 - Teatro Nove TV Excelsior: A Marquesa de Santos (Televisão)
- 1964 - Ritmo e Cores (Teatro)
- 1968 - A Volta ao Lar (Teatro)
- 1968 - Anuska, Manequim e Mulher  ( Filme) - Eduardo
- 1968 - Navalha na Carne (Teatro) - Direção e Produção [6]
- 1968 - Programa Teatro Cacilda Becker: Casa de Boneca (Televisão)
- 1968 - Sozinho no Mundo - Participação Especial - Rede Tupi
- 1969 - Intrigas e Amor (Teatro)
- 1971 - Lua de Mel e Amendoim  ( Filme) - Alípio
- 1972 - A Infidelidade ao Alcance de Todos ( Filme) - Padre
- 1972 - Independência ou Morte (filme) - Tenente Canto e Mello
- 1973- Venha Ver o Sol na Estrada -  Vicente Leporace- Record
- 1975 - Teatro 2 TV Cultura: A Casa Fechada (Televisão)
- 1981/82 - Os Adolescentes - Diogo Lima - Band
- 1982 Amor Estranho Amor ( Filme) - Participação Especial
- 1982 - Ninho da Serpente - Márcio - Band - Márcio
- 1982 - Chico Anysio Show - TV Globo
- 1983 - Acorrentada - Douglas  SBT
- 1983 - A Filha do Silêncio - Barão Ládico Fernandes - Band
- 1986 - No País de Sir Ney (Teatro) - Autoria, Direção e Produção
- 1988 - Que Mal Faz Um Morcego Quando Chupa (Teatro)
- 1991 - O Portador - Sacramento